# Ondergrondse woelmuis
De ondergrondse woelmuis (Microtus subterraneus) is een vrij kleine woelmuis, behorende tot de ondergrondse woelmuizen. Hij leeft enkel in Centraal-Europa. In het zuiden van Nederland bereikt hij de noordgrens. Het is hier de kleinste soort woelmuis.

## Beschrijving
De ondergrondse woelmuis heeft extreem kleine oogjes en oorschelpen, die bijna geheel in de vacht verborgen liggen. De vacht is donkergrijs van kleur. Zijn staartje is vrij kort.
Het belangrijkste kenmerk waarmee ze te onderscheiden zijn van andere woelmuizen is dat de achterpoten vijf zoolkussentjes bevatten, terwijl de anderen er zes hebben, en de slechts vier mammae, alle gelegen op de onderbuik, terwijl andere woelmuizen acht mammae hebben, die ook op de borst liggen. Hij wordt 75 tot 106 millimeter lang en 12 tot 27 gram zwaar. De staart is vrij kort: 25 tot 43 millimeter lang.

## Gedrag
De ondergrondse woelmuis leeft voornamelijk in ondergrondse gangen, die maximaal dertig centimeter diep liggen. In het gangenstelsel wordt voedsel opgeslagen en een nest gebouwd van gras, mos en wortels. De ingangen van dit gangenstelsel worden bij slecht weer (regen of ijs) afgesloten.
De ondergrondse woelmuis is een nachtdier. Hij voedt zich in zijn gangenstelsel met ondergrondse plantendelen, als wortels, wortelstokken, bollen en knollen. Ook landbouwgewassen als biet, peen en bloembollen worden gegeten, waardoor het dier niet populair is onder boeren.
De ondergrondse woelmuis plant zich het gehele jaar door voort. Na een draagtijd van 21 dagen worden twee à drie jongen geboren. De dieren zijn na twee tot drie weken geslachtsrijp. Dit wordt echter bij jonge vrouwtjes onderdrukt als er een volwassen vrouwtje of een broer aanwezig is.

## Verspreiding en leefgebied
De ondergrondse woelmuis leeft voornamelijk in vochtige grasvelden en bosachtige streken. Het dier komt echter zelden voor in naaldbossen. In de Alpen kan hij tot op 2000 meter hoogte worden gevonden. Hij komt voor in Midden-Europa, van Zuid-Nederland en Noord-Frankrijk tot Oekraïne en Noord-Griekenland. De soort ontbreekt onder andere in het grootste deel van Italië, het Iberisch Schiereiland, de Britse eilanden en Noord-Europa.

## Waarnemingen in Nederland en België
De typelocatie van de soort is Borgworm (België). Edmond de Selys Longchamps beschreef de soort in 1836.
- Kaarten met waarnemingen:

- België
- Nederland
- wereldwijd